# Goviller
Goviller és un municipi francès situat al departament de Meurthe i Mosel·la i a la regió del Gran Est. L'any 2007 tenia 385 habitants.

## Demografia

### Població
El 2007 la població de fet de Goviller era de 385 persones. Hi havia 144 famílies, de les quals 31 eren unipersonals (8 homes vivint sols i 23 dones vivint soles), 35 parelles sense fills, 62 parelles amb fills i 16 famílies monoparentals amb fills.
La població ha evolucionat segons el següent gràfic:
Habitants censats

### Habitatges
El 2007 hi havia 162 habitatges, 142 eren l'habitatge principal de la família, 7 eren segones residències i 14 estaven desocupats. 155 eren cases i 6 eren apartaments. Dels 142 habitatges principals, 127 estaven ocupats pels seus propietaris, 13 estaven llogats i ocupats pels llogaters i 2 estaven cedits a títol gratuït; 1 tenia una cambra, 2 en tenien dues, 12 en tenien tres, 31 en tenien quatre i 96 en tenien cinc o més. 104 habitatges disposaven pel capbaix d'una plaça de pàrquing. A 55 habitatges hi havia un automòbil i a 74 n'hi havia dos o més.

### Piràmide de població
La piràmide de població per edats i sexe el 2009 era:
| Homes | Edats   | Dones |
| ----- | ------- | ----- |
| 0     | 95 o +  | 0     |
| 0     | 90 a 94 | 0     |
| 0     | 85 a 89 | 0     |
| 8     | 80 a 84 | 0     |
| 0     | 75 a 79 | 16    |
| 8     | 70 a 74 | 0     |
| 16    | 65 a 69 | 12    |
| 12    | 60 a 64 | 8     |
| 4     | 55 a 59 | 8     |
| 24    | 50 a 54 | 20    |
| 4     | 45 a 49 | 0     |
| 8     | 40 a 44 | 16    |
| 16    | 35 a 39 | 8     |
| 8     | 30 a 34 | 0     |
| 20    | 25 a 29 | 16    |
| 4     | 20 a 24 | 12    |
| 16    | 15 a 19 | 4     |
| 8     | 10 a 14 | 4     |
| 16    | 5 a 9   | 8     |
| 8     | 0 a 4   | 4     |

## Economia
El 2007 la població en edat de treballar era de 237 persones, 170 eren actives i 67 eren inactives. De les 170 persones actives 156 estaven ocupades (85 homes i 71 dones) i 14 estaven aturades (7 homes i 7 dones). De les 67 persones inactives 25 estaven jubilades, 21 estaven estudiant i 21 estaven classificades com a «altres inactius».

### Ingressos
El 2009 a Goviller hi havia 144 unitats fiscals que integraven 410 persones, la mediana anual d'ingressos fiscals per persona era de 16.133 €.

### Activitats econòmiques
Dels 6 establiments que hi havia el 2007, 3 eren d'empreses de fabricació d'altres productes industrials, 2 d'empreses de construcció i 1 d'una empresa classificada com a «altres activitats de serveis».
Dels 2 establiments de servei als particulars que hi havia el 2009, 1 era una lampisteria i 1 empresa de construcció.
L'any 2000 a Goviller hi havia 10 explotacions agrícoles que ocupaven un total de 672 hectàrees.

## Equipaments sanitaris i escolars
El 2009 hi havia una escola elemental.

## Poblacions més properes
El següent diagrama mostra les poblacions més properes.